# خريستوس كاريبيديس
خريستوس كاريبيديس (باليونانية: Χρήστος Καρυπίδης)‏ (2 ديسمبر 1982 سلانيك اليونان - ) هو لاعب كرة قدم يوناني، شارك في الألعاب الأولمبية الصيفية 2004.

## روابط خارجية
- خريستوس كاريبيديس على موقع قاعدة بيانات كرة القدم.إي يو (الإنجليزية)
- خريستوس كاريبيديس على موقع Soccerbase.com (لاعب) (الإنجليزية)
- خريستوس كاريبيديس على موقع Soccerway.com (الإنجليزية)
- خريستوس كاريبيديس على موقع أوليمبيديا (الإنجليزية)
- خريستوس كاريبيديس على موقع AS.com (الإسبانية)